# Валиев, Ахмед
Ахмед Валиев — советский хозяйственный деятель, Герой Социалистического Труда.

## Биография
Родился в 1924 году на территории современной Самаркандской области. Член КПСС.
Участник Великой Отечественной войны:
В 1950—1986 — механизатор, участник освоения Голодной степи, бригадир совхоза имени Кичанова Пахтакорского района Джизакской области.
Указом Президиума Верховного Совета СССР от 14 февраля 1975 года присвоено звание Героя Социалистического Труда с вручением ордена Ленина и золотой медали «Серп и Молот».
Делегат XXV съезда КПСС.
Умер после 1986 года в Ташкентской области Узбекистана.

## Награды и звания
- Герой Социалистического Труда (14.02.1975)
- Орден Ленина (14.02.1975)
- Орден Октябрьской Революции
- Орден Отечественной войны II степени (06.04.1985)
- Орден Трудового Красного Знамени